# 아이오엔터테인먼트
아이오엔터테인먼트(I.O. Entertainment)는 로스트사가와 서바이벌 프로젝트의 개발사였던 대한민국 기반의 기업이다. 아이오엔터테인먼트의 서바이벌 프로젝트는 2001년 11월 이전에 개발되었고, 2003년에 정식 출시되었다. 아이오엔터테인먼트의 두 번째 게임인 로스트사가는 2009년 2월 26일에 독립적으로 개발 및 출시되었으며, 가끔 업데이트되는 게임의 원본 버전으로 계속 업데이트되고 있다.

2011년 3월 24일, 조이맥스는 아이오엔터테인먼트의 인수를 발표했다.

## 서바이벌 프로젝트
현재 모든 버전의 게임이 서비스 종료되었으며, 대한민국 버전은 2013년 2월 24일에 마지막으로 서비스가 종료되었다.

## 서구 시장의 로스트사가
북미 로스트사가(NALS)는 Z8게임즈가 캐나다 및 미국 이용자를 대상으로 호스팅했으며, 스팀에서 이용할 수 있었다. 이 서비스는 2019년 9월 13일에 종료되었으며, 종료가 영구적인지에 대한 언급은 없었다. 그러나 2021년 2월, 파파야 플레이라는 회사가 NALS 서비스를 인수하여 게임을 다시 시장에 출시할 것이라는 발표를 했다. 이들의 재임 기간은 같은 달에 시작되어 종료된 비공개 베타로 시작되었다. 그러나 공식 출시 24시간도 채 남지 않은 시점에 파파야 플레이는 게임의 개발사 문제로 인해 게임을 출시하지 않을 것이라고 발표했다. 이로 인해 파파야 플레이 버전의 NALS는 베타를 벗어나지 못했다. 그 이후로 로스트사가는 서구 시장에 출시되지 않았으며, Z8게임즈가 NALS의 마지막 공식 호스트로 남아있다. Z8게임즈의 재임 이전에는 NALS가 위메이드 USA와 OG플래닛 모두에 의해 호스팅되었으며, 둘 다 2013년 다른 시기에 NALS 서비스를 종료하고 이전했다.
남미 로스트사가(SALS)는 소프트닉스가 호스팅했지만, 2015년 7월 31일에 서비스가 종료되었다. SALS는 남미, 중미, 카리브해, 멕시코를 포함한 라틴 아메리카 지역에 서비스를 제공했다. 브라질은 연결 속도 저하와 대부분 스페인어를 사용하는 플레이어들과의 의사소통의 어려움으로 인해 서비스 지역에서 제외되었다.
유럽 로스트사가(EULS)는 OG플래닛의 유럽 부서에서 호스팅했으며, 이후 넥슨 유럽에 의해 재출시되었으나 2015년 4월 8일에 두 번째로 서비스가 종료되었다.

## 동양 시장의 로스트사가
한국 로스트사가(KLS)는 위메이드와 협력하여 발로프 코리아에서 퍼블리싱하며, 대한민국 이용자를 대상으로 한다.
태국 로스트사가(THLS)는 가레나 태국이 원래 호스팅했으나 서비스가 종료되었다. 2019년 1월 7일, 갓라이크 게임즈는 발로프로부터 로스트사가의 퍼블리싱 권한을 획득했으며, 2019년 초에 새로운 서버가 출시될 것이라고 발표했다. 태국 서버는 현재 이용 가능한 것으로 보인다.
대만 로스트사가(TWLS)는 발로프가 호스팅하고 있었으며, 이전 받은 후 2022년 6월 27일에 서비스가 종료되었다.
인도네시아 로스트사가(ILS)는 젬스쿨이 호스팅했지만, 2020년 6월 30일에 서비스가 종료되었다. 현재 그라비티 게임 링크가 로스트사가 오리진이라는 이름으로 호스팅하고 있으며, 2021년 4월 6일에 오픈했다.
일본 로스트사가(JPLS)는 서비스가 종료되었으며, CJ 인터넷 재팬이 호스팅했다.
중국 로스트사가(CLS)는 텐센트의 게임 부문에서 호스팅했으며, 독점적인 콘텐츠 제작 라이선스 권한을 가졌다. 2016년 10월에 서비스가 종료되었다.

## 같이 보기
- 서바이벌 프로젝트
- 로스트사가